# Каратаєв Тимофій Сергійович
Тимофі́й Сергі́йович Карата́єв (рос. Тимофей Сергеевич Каратаев; нар. 9 грудня 1986, Москва, Російська РФСР) — російський актор театру і кіно.

## Життєпис
Закінчив середню школу у 2004 році. Після школи вступив до Вище театральне училище імені М. С. Щепкіна (курс Віктора Коршунова), яке закінчив у 2008 році.
У 2008 році був прийнятий в трупу Державного академічного Малого театру.
У кіно дебютував у 2007 році, знявшись у короткометражці «Тайсон».

## Особисте життя
Був одружений з 2013 по 2018 рік. Виховує сина.

## Театральні роботи
- «Дні Турбіних» — Миколка
- «Школа лихослів'я» — Чарльз

Філія «Малого театру»
- «Бідність не порок» — Юрась
- «Снігова королева» — Кай

## Фільмографія
- 2007 «Тайсон» — Федот
- 2007 «УГРО. Прості хлопці» — Антон
- 2008 «Діти білої богині» — Федір Лазарєв
- 2009 «Фобос. Клуб страху» — Олександр, виконроб
- 2011 «Бігти» — Юра Паршин
- 2011 «Якби я була цариця» — Іван
- 2011 «Фурцева» — Едуард Стрельцов
- 2011 «Татусі» — епізод
- 2011 «Трохи не в собі» — Ігор
- 2011 «Іспанець» — Іван
- 2012 «П'ять зірок» — Іван
- 2012 «Хто як не я?» — Дан Епекін
- 2012 «Якби я була цариця» — Іван
- 2012 «Братани-3» — Іван Кіндєєв
- 2013 «Супер Макс» — роль другого плану
- 2014 «Тимчасовець» — Павло
- 2014 «Гордіїв вузол» — Віктор
- 2014 «Інший берег» — Шурік Прохоров
- 2014 «Мій улюблений тато» — Міша
- 2014 «З чистого аркуша» — Антон Кремньов
- 2014 «Життя розсудить» — Павло Терентьєв
- 2013 «Ліки проти страху» — Максим
- 2013 «Нюхач» — Сергій Долганін
- 2014 «Берці» — Сергій Архипов
- 2015 «Все тільки починається» — Олег Миронов
- 2015 «Годинники Каліостро» — Петро
- 2016 «Без сліду» — роль другого плану
- 2016 «Циганське щастя» — Семен
- 2016 «Назарова» — епізод
- 2016 «Фото на недобру пам'ять» — Саша Кондратьєв
- 2016 «Якби та якби» — Олексій Колєсніков, головна роль
- 2020 — Бідна Саша

## Нагороди
- 2007 — володар першої премії на Конкурсі читців імені Єрмолової.
- 2008 — третє місце на Всеросійському міжнародному конкурсі читців імені Якова Смоленського.